# Zuiderduintjes
Die Zuiderduintjes (deutsch Kleine Süddünen, friesisch: Suderdúntsjes) sind eine kleine Düneninsel im niederländischen Wattenmeer zwischen Rottumeroog und dem Festland. Die Dünen sind inzwischen über einen Kilometer von Rottumeroog entfernt. Früher reichte Rottumeroog noch so weit südlich. Es findet sich nur wenig Vegetation auf der Insel, die hauptsächlich von Seehunden und Vögeln bewohnt wird. 1997 wurde sogar eine Gruppe von brütenden Kormoranen gesichtet.
Im Jahr 2007 hatte die Insel eine Fläche von 74 Hektar.
Wie auch Rottumeroog sind die Zuiderduintjes Teil des Naturschutzgebietes und dürfen daher nicht betreten werden. Die Insel gehört zur niederländischen Provinz Groningen, für die Verwaltung ist der Staatsbosbeheer zuständig, eine nationale Naturschutzorganisation.